# Hazel Redick-Smith
Pour les articles homonymes, voir Smith.
Hazel Redick (née le 21 mai 1926 et morte le 23 juin 1996) est une joueuse de tennis sud-africaine des années 1950. Elle est aussi connue sous son nom de femme mariée, Hazel Redick-Smith.
Associée à Julia Wipplinger, elle a atteint deux finales en Grand Chelem en double dames : à Roland Garros en 1952 et aux Internationaux d'Australie en 1954.

## Palmarès (partiel)

### Titre en simple dames
| No | Date       | Nom et lieu du tournoi           | Catégorie | Surface      | Finaliste        | Score    |  |
| -- | ---------- | -------------------------------- | --------- | ------------ | ---------------- | -------- |  |
| 1  | 15/07/1952 | Swedish International HC, Båstad |           | Terre (ext.) | Julia Wipplinger | 6-2, 8-6 |  |

### Titre en double dames
| No | Date       | Nom et lieu du tournoi       | Catégorie | Surface      | Partenaire  | Finalistes             | Score    |          |
| -- | ---------- | ---------------------------- | --------- | ------------ | ----------- | ---------------------- | -------- | -------- |
| 1  | 06/06/1955 | Kent Championships Beckenham |           | Gazon (ext.) | Dora Kilian | Angela Buxton Pat Hird | 6-2, 6-0 | Parcours |

### Finales en double dames
| No | Date       | Nom et lieu du tournoi          | Catégorie | Surface      | Vainqueures                     | Partenaire       | Score    |          |
| -- | ---------- | ------------------------------- | --------- | ------------ | ------------------------------- | ---------------- | -------- | -------- |
| 1  | 20/05/1952 | Internationaux de France Paris  | G. Chelem | Terre (ext.) | Shirley Fry Doris Hart          | Julia Wipplinger | 7-5, 6-1 | Parcours |
| 2  | 23/01/1954 | Australian Championships Sydney | G. Chelem | Gazon (ext.) | Mary Bevis Hawton Beryl Penrose | Julia Wipplinger | 6-3, 8-6 | Parcours |

## Parcours en Grand Chelem (partiel)
Si l’expression « Grand Chelem » désigne classiquement les quatre tournois les plus importants de l’histoire du tennis, elle n'est utilisée pour la première fois qu'en 1933, et n'acquiert la plénitude de son sens que peu à peu à partir des années 1950.

### En simple dames
| Année | Championnat d'Australie | Championnat d'Australie | Internationaux de France | Internationaux de France | Wimbledon      | Wimbledon     | US National | US National |
| ----- | ----------------------- | ----------------------- | ------------------------ | ------------------------ | -------------- | ------------- | ----------- | ----------- |
| 1952  | -                       | -                       | 1/2 finale               | Shirley Fry              | 2e tour (1/32) | Jean Walker   | -           | -           |
| 1954  | 1/4 de finale           | Jenny Staley            | -                        | -                        | -              | -             | -           | -           |
| 1955  | -                       | -                       | 3e tour (1/8)            | Shirley Bloomer          | 4e tour (1/8)  | Beryl Penrose | -           | -           |

À droite du résultat, l’ultime adversaire.

### En double dames
| Année | Championnat d'Australie | Championnat d'Australie  | Internationaux de France  | Internationaux de France  | Wimbledon                 | Wimbledon                  | US National | US National |
| ----- | ----------------------- | ------------------------ | ------------------------- | ------------------------- | ------------------------- | -------------------------- | ----------- | ----------- |
| 1952  | -                       | -                        | Finale J. Wipplinger      | Shirley Fry Doris Hart    | 3e tour (1/8) B. Bartlett | Thelma Coyne P. Canning    | -           | -           |
| 1954  | Finale J. Wipplinger    | Mary Bevis Beryl Penrose | -                         | -                         | -                         | -                          | -           | -           |
| 1955  | -                       | -                        | 1/4 de finale Dora Kilian | Angela Buxton A. Mortimer | 1/4 de finale Dora Kilian | Beverly Baker Darlene Hard | -           | -           |

Sous le résultat, la partenaire ; à droite, l’ultime équipe adverse.

### En double mixte
| Année | Championnat d'Australie     | Championnat d'Australie       | Internationaux de France | Internationaux de France  | Wimbledon | Wimbledon | US National | US National |
| ----- | --------------------------- | ----------------------------- | ------------------------ | ------------------------- | --------- | --------- | ----------- | ----------- |
| 1952  | -                           | -                             | 1/4 de finale Don Candy  | Shirley Fry Eric Sturgess | -         | -         | -           | -           |
| 1954  | 2e tour (1/8) Owen Williams | Loris Nichols William Gilmour | -                        | -                         | -         | -         | -           | -           |
| 1955  | -                           | -                             | 1/4 de finale R. Seymour | Mary Carter Adrian Quist  | -         | -         | -           | -           |

Sous le résultat, le partenaire ; à droite, l’ultime équipe adverse.